# 33478 Deniselivon
33478 Deniselivon è un asteroide della fascia principale. Scoperto nel 1999, presenta un'orbita caratterizzata da un semiasse maggiore pari a 2,2970708 UA e da un'eccentricità di 0,0964943, inclinata di 3,74022° rispetto all'eclittica.
L'asteroide è dedicato alla biologa brasiliana Denise Selivon, docente all'Universidade de São Paulo.